# بلغور جو دوسر
بلغور جو دوسر یا جو دوسر پرک غذایی است که از بلغور جو دوسر تهیه می‌شود. این غذا به دلیل ارزش غذایی بالای خود در برخی از کشورها به عنوان صبحانه آماده می‌شود. در ایران، عموماً افراد مبتلا به سرماخوردگی از این غذا به همراه سایر خوراک آبکی مانند حریرهٔ بادام و انواع سوپها تغذیه می‌کنند. وجود فیبر فراوان به همراه چربی و مواد قندی کم، این حریره را موردی ایدئال برای افراد دیابتی و کلسترول بالا تبدیل کرده است.

## طرز تهیه

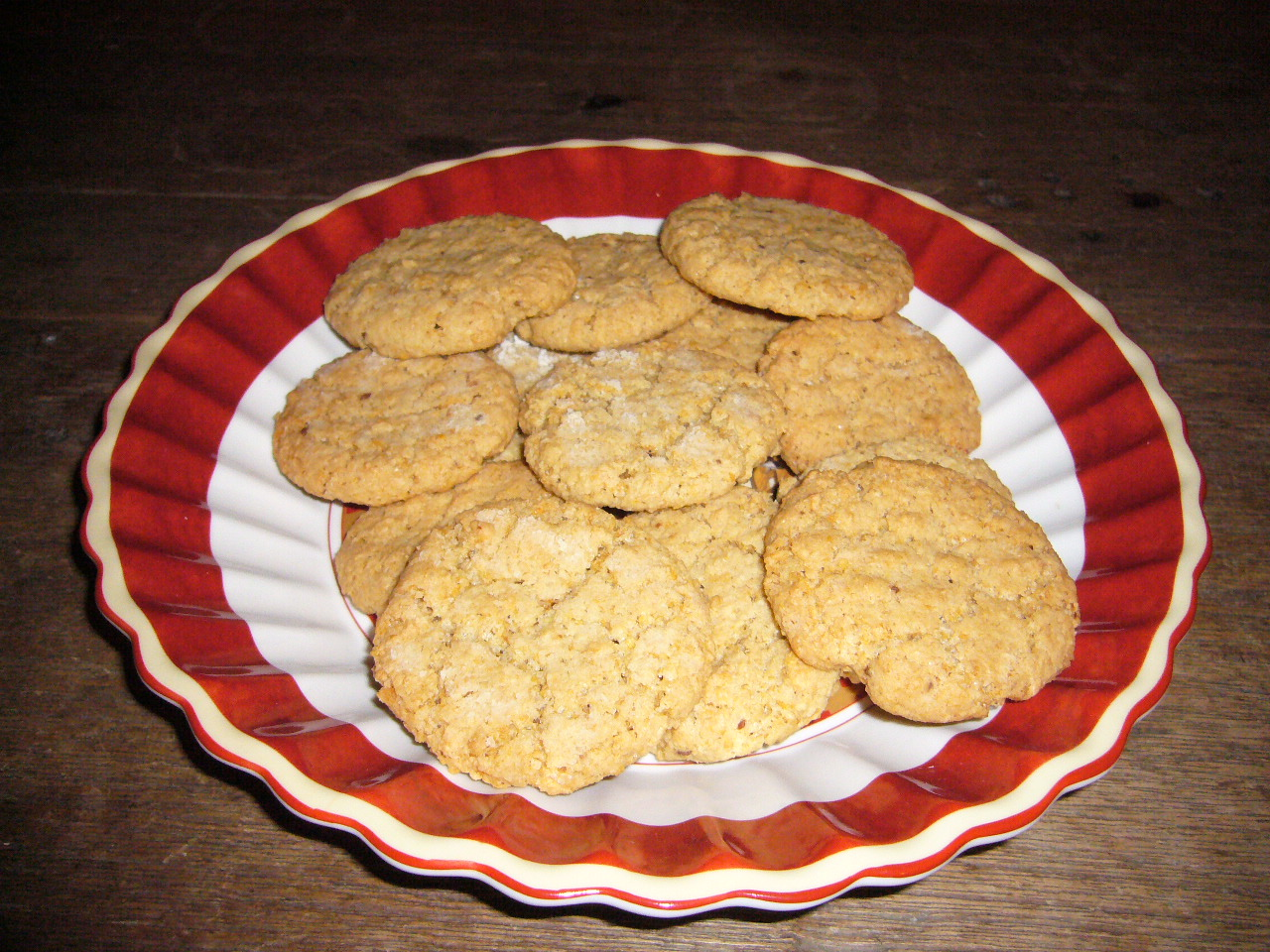
کلوچه بلغور تهیه شده با بلغور، شکر، کره و آرد

برای تهیه بلغور جو دوسر همانند دم کردن برنج بدون شستن آن عمل می‌شود؛ هر پیمانه را با ۴ تا ۶ پیمانه آب ملایم حرارت داده به مدت ۴۰ دقیقه می‌پزند. بلغور، لعاب زیادی دارد و به عنوان چاشنی سوپ یا حلیم قابل استفاده است.